# Street Fighter Alpha: Warriors' Dreams
Street Fighter Alpha: Warriors' Dreams, connu sous le titre de Street Fighter Zero (ストリートファイター ゼロ, Sutorīto Faitā Zero) au Japon, est un jeu vidéo de combat en un contre un développé et édité par Capcom en juin 1995 sur CP System II,,. Le titre est porté sur PlayStation et Sega Saturn l'année suivante, et sort en Europe le 22 mai 1996 , édité par Virgin Interactive,.
Cet épisode est un renouveau dans la franchise Street Fighter : pour la première fois depuis Street Fighter II: The World Warrior (sorti en 1991) et malgré les multiples versions du second opus sorties, parait un titre Street Fighter complètement nouveau, et aux graphismes entièrement refaits. Ainsi, les personnages revenant des deux premiers opus comme Ryu, Ken, Chun-Li, Sagat et Bison voient leurs corps et tenues redessinés ; et le jeu accueille des nouveautés de gameplay comme l'apparition des furies (combos) à trois niveaux de puissance, de tout nouveaux personnages comme Rose et le retour d'anciens protagonistes du premier Street Fighter pourtant absents du second, parmi lesquels Adon et Birdie.

## Système de jeu
Street Fighter Alpha réorganise le système de « Super Combo » apparu dans Super Street Fighter II Turbo en ajoutant une jauge Super Combo à trois niveaux. Dès que la jauge atteint le niveau 1 (soit un tiers de la barre), le joueur peut effectuer une technique Super Combo. La quantité de la jauge utilisée est déterminée par le nombre de boutons du coup de poing ou coup de pied enfoncés simultanément lors de l'exécution d'un Super Combo, qui inflige la quantité de dégâts équivalente.
Street Fighter Alpha introduit également un système de contre baptisé « Alpha Counter » (« Zero Counter » dans la version japonaise). La manipulation se fait par un quart de cercle arrière avec le bouton pour le coup de poing ou le coup de pied selon le personnage. Le bouton du coup de poing est utilisé par la majorité des personnages, tels que Ryu ou Ken, tandis que le contre combiné avec le coup de pied est requis pour quatre personnages : Adon, Sagat, Chun-Li et Guy.
Les Alpha Counters permettent au joueur de ne pas subir de dégâts tout en contre-attaquant son adversaire, mais consomment l'énergie de la barre de super combo. Le jeu comporte une fonction de blocage automatique des attaques adversaires pour les débutants, permettant aux personnages des joueurs d'absorber huit coups avant qu'ils ne commencent à perdre de l'énergie. Lorsqu'un coup est porté, le personnage brille en bleu l'espace d'un instant. Le jeu comporte également une fonction d'exécution automatique des super combos, demandant au joueur de simplement maintenir la touche bas plus les touches du coup de poing et du coup de pied simultanément pour lancer la furie correspondante.

## Personnages
Street Fighter Alpha intègre des personnages de la franchise Final Fight, une autre licence de Capcom : Guy, rapide et efficace, et Sodom, difficile à prendre en main mais redoutable. Birdie, un revenant du premier épisode, revient changé et est comparé à Zangief pour son gameplay lent et rigide mais ayant la capacité d'infliger d'énormes dégâts à son adversaire une fois au contact. Adon lui-aussi revient du premier opus, un personnage agile et aérien,.
Parmi les nouveaux combattants, Charlie Nash apparaît comme le remplaçant de Guile, pratiquant un art martial similaire à ce dernier et lui empruntant l'essentiel de sa palette de coups. Rose est le second personnage inédit de Street Fighter Alpha, elle contrôle le Soul Power, pendant bienveillant du maléfique Psycho Power de Bison, son écharpe lui permet d'absorber ainsi que de renvoyer les projectiles d'énergie de ses adversaires. Le jeu contient deux boss cachés, M. Bison et Akuma, ainsi qu'un personnage secret, le nouveau-venu Dan Hibiki.
Liste des personnages
- Ryu
- Chun-Li
- Charlie
- Ken Masters
- Guy
- Birdie
- Sodom
- Adon
- Rose
- Sagat
- Akuma
- M. Bison
- Dan

## Accueil
Consoles + estime Street Fighter Alpha meilleur que Street Fighter: The Movie, publié à la même période, mais le magazine regrette le manque d'innovation de Capcom dans l'évolution de sa franchise. Le périodique Player One résume SF Alpha comme faisant « honneur » à la série, un « excellent jeu » dont le portage sur consoles est « aussi bon sur Saturn que sur PlayStation ». Selon Mega Force, Street Fighter Alpha « est un très bon jeu » qui reste dans l'esprit de la série avec une innovation qui « apporte une nouvelle dimension aux combats, le Alpha Counter ». Le mensuel Sega Saturn Magazine cite le jeu comme « l'un des meilleurs beat'em ups de l'histoire ». Pour Mean Machines Sega, Street Fighter Alpha est « un jeu fantastique qui mérite l'attention de tous » concluant que le « roi du beat' em up est de retour pour regagner son trône ».

## Portages
- PlayStation : 1996
- Saturn : 1996
- Game Boy Color : 1999
- PlayStation 2 : 2006, dans la compilation Street Fighter Alpha Anthology
- PlayStation 3 (PlayStation Network) : 2009
- Nintendo Switch, PlayStation 4, Xbox One dans la compilation Street Fighter 30th Anniversary Collection : 2018
- PC (Windows) : 1998